# HMS Blean (L47)
Le HMS Blean (pennant number L47) est un destroyer d'escorte de classe Hunt de type III construit pour la Royal Navy pendant la Seconde Guerre mondiale

## Construction
Le Blean est commandé le 28 juillet 1940 dans le cadre du programme d'urgence de la guerre de 1940 pour le chantier naval de Hawthorn Leslie and Company de Hebburn-on-Tyne sur le fleuve Tyne en Angleterre sous le numéro 4247. La pose de la quille est effectuée le 22 février 1941, le Blean est lancé le 15 janvier 1942 et mis en service le 23 août 1942.
Il est parrainé par la communauté civile de Reigate et de Horley dans le Surrey pendant la campagne nationale du Warship Week (semaine des navires de guerre) en mars 1942.
Les navires de classe Hunt sont censés répondre au besoin de la Royal Navy d'avoir un grand nombre de petits navires de type destroyer capables à la fois d'escorter des convois et d'opérer avec la flotte. Les Hunt de type III se distinguent des navires précédents type I et II par l'ajout de 2 tubes lance-torpilles au milieu du navire. Pour compenser le poids des tubes lance-torpilles, seuls 2 supports de canons jumeaux de 4 pouces ont été installés, le canon en position "Y" a été retiré, le projecteur étant déplacé vers le pont arrière de l'abri en conséquence. Les Hunt de type III pouvaient être facilement identifiés car ils avaient une cheminée droite avec un sommet incliné et le mât n'avait pas de râteau. Quatorze d'entre eux ont vu leurs ailerons stabilisateurs retirés (ou non installés en premier lieu) et l'espace utilisé pour le mazout supplémentaire.
Le Hunt type III (comme le type II) mesure 80,54 m de longueur entre perpendiculaires et 85,34 m de longueur hors-tout. Le Maître-bau du navire mesure 9,60 m et le tirant d'eau est de 3,51 m. Le déplacement est de 1 070 t standard et de 1 510 t à pleine charge.
Deux chaudières Admiralty produisant de la vapeur à 2 100 kPa et à 327 °C alimentent des turbines à vapeur à engrenages simples Parsons qui entraînent deux arbres d'hélices, générant 19 000 chevaux (14 000 kW) à 380 tr/min. Cela donné une vitesse de 27 nœuds (50 km/h) au navire. 281 t de carburant sont transportés, ce qui donne un rayon d'action nominal de 2 560 milles marins (4 740 km) (bien qu'en service, son rayon d'action tombe à 1 550 milles marins (2 870 km).
L'armement principal du navire est de quatre canons de 4 pouces QF Mk XVI (102 mm) à double usage (anti-navire et anti-aérien) sur trois supports doubles, avec un support avant et deux arrière. Un armement antiaérien rapproché supplémentaire est fourni par une monture avec des canons quadruple de 2 livres "pom-pom" MK.VII et trois canons Oerlikon de 20 mm Mk. III montés dans les ailes du pont,. Jusqu'à 110 charges de profondeur pouvaient être transportées, avec deux goulottes de charge en profondeur et  quatre lanceurs de charge en profondeur constituent l'armement anti-sous-marin du navire. Le radar de type 291 et de type 285 sont installés, de même qu'une sonar de type 128,. Le navire avait un effectif de 168 officiers et hommes,.

## Histoire

### Seconde Guerre mondiale
Après des essais d'acceptation et sa mise en service en août 1942, il rejoint Scapa Flow pour des exercices opérationnels dans la Home Fleet en septembre. Le même mois, il est déployé en mer du Nord,,, comme défense de convois avant d'être réparé aux chantiers navals de la Tamise en octobre.
Affecté pour le service en Méditerranée, il passe le détroit de Gibraltar comme escorte d'un convoi UK-Gibraltar, où il participe du 30 octobre au 10 novembre 1942 à l'escorte du convoi KX 5 qui quitte la Clyde pour rallier Gibraltar. En novembre 1942, il rejoint Gibraltar où il est affecté dans la 58e division de destroyers, déployé à l'appui des débarquements alliés en Afrique du Nord, dans le cadre de l'opération Torch et effectuant des escortes côtières. En décembre 1942, le Blean continue d'assurer la défense des convois côtiers.
Il participe du 10 au 11 décembre 1942 à l'escorte du convoi MKF 4 en compagnie du HMS Wishart (en), quittant Alger à destination de la Clyde. Le Blean est alors sous les ordres du Lieutenant N. J. Parker (RN). Cependant, le 11 décembre, il est torpillé par deux coups au but (un à l'avant et un à l'arrière), à 60 nautiques à l'ouest d'Oran par le sous-marin allemand U-443, à la position 35° 55′ N, 1° 50′ O (35° 51′ N, 1° 47′ O selon une autre source), carreau CH 7675. Il coule en quatre minutes. Huit officiers et quatre-vingt-six membres d'équipage sont secourus par le HMS Wishart. Il y a quatre-vingt-neuf disparus,.

### Après-guerre
Un mémorial est inauguré dans l'église de St. Cosmus et St. Damian, dans le village de Blean, le 10 décembre 2006.

### Honneurs de bataille
- NORTH SEA 1942
- NORTH AFRICA 1942

### Commandement
- Lieutenant (Lt.) Norman John Parker (RN) du 20 juillet 1942 au 11 décembre 1942